# Jakovljev Jak-130
Jakovljev Jak-130 (NATO oznaka: Mitten) je sodobno dvomotorno podzvočno šolsko vojaško letalo ruskega Jakovljeva. Poleg šolanja pilotov se lahko uporablja tudi kot lahko lovsko letalo s 3 tonskim bojnim tovorom. Prvi let je bil 26. aprila 2006. V uporabo je vstopil leta 2009. Jak-130 se uporablja za šolanje pilotov lovcev 4. generacije in se bo uporabljal tudi za lovce 5. geneneracije kot je Suhoj PAK-FA,
V zgodnjih 1990ih je Sovjetska zveza hotela zamenjati starejše češke trenažerje kot so Aero L-29 Delfín in Aero L-39 Albatros. Na razpis je odgovovilo več birojev: Suhoj S-54, Mjasiščev M-200, Mikojan-Gurevič Mig-AT in Jakovljev Yak-UTS. Leta 1991 so ostala samo Mig in Jakovljev.
Načrtovanje na Yak/AEM-130 se je začelo leta 1991 s sodelovanjem biroja Jakovljev in italijanskega Aermacchi-ja. Jak-130 bi bila verzija za ruski trg, M-346 pa italijanski. Pozneje so Ruske letalske sile izbrale Jak-130 in opustile MiG-AT

## Tehnične specifikacije (Jak-130)
Podatki iz www.yak.ru
Splošne karakteristike
- Posadka: 2 pilota
- Dolžina: 11,49 m (37 ft 8 in)
- Razpon kril: 9,72 m (31 ft 10 in)
- Višina: 4,76 m (15 ft 7 in)
- Površina kril: 23,52 m² (253,2 sq ft)
- Teža praznega letala: 4600 kg (10141 lb)
- Naložena teža: 6350 kg (14000 lb)
- Maks. vzletna teža: 10290 kg[11] (22685 lb)
- Pogon letala: 2 × Progress AI-222-25 turbofan, 24,52 kN (5512 lbf) vsak

 Zmogljivost 
- Maks. hitrost: 1050 km/h (644 mph)
- Potovalna hitrost: 887 km/h (551 mph)
- Hitrost porušitve vzgona: 165 km/h (103 mph)
- Doseg: 2546 km (1582 milj)
- Višina leta: 12500 m (42660 ft)
- Hitrost vzpenjanja: 50 m/s (10000 ft/min)
- Obremenitev kril: 276,4 kg/m² (56,60 lb/sq ft)
- Razmerje potisk/teža: 0,78

Oborožitev

9 nosilcev, 1 na vsakem koncu krila, 3 pod vsakim krilom in 1 pod trupom,skupno do 3 tone orožje ali goriva